# آلة مانشستر التجريبية صغيرة النطاق
آلة مانشستر التجريببة صغيرة النطاق (بالإنجليزية: The Manchester Small-Scale Experimental Machine)‏ كانت أول حاسوب برنامج مخزون في العالم. بنيت في جامعة فيكتوريا في مانشستر بواسطة فريدريك سي ويليامز وتوم كلبرن وجيوف توتل، وشغلت برنامجها الأول في 21 يونيو 1948.
لم يكن الهدف من الآلة أن تكون حاسوبًا عمليًا لكنها صممت لاختبار أنابيب وليامز، وهي نوع أولي من ذواكر الحاسوب. مع أنها عدت «صغيرة وبدائية» بمقاييس عصرها، إلا أنها كانت أول آلة عاملة تحتوى كل العناصر الأساسية لحاسوب إلكتروني معاصر. بعد أن أثبتت الآلة نجاعة تصميمها، بدأ مشروع في الجامعة لتطوير حاسوب قابل للاستخدام على نحو أفضل، مانشستر مارك 1. وأصبح مارك 1 بسرعة نموذجًا أوليًا لفرانتي مارك 1، وهو أول حاسوب عام يتاح تجاريًا.
كان طول الكلمة في آلة مانشستر 23 بتة، وسعة ذاكرتها 32 كلمة. حيث صممت الآلة لتكون أبسط حاسوب برنامج مخزن، كانت العمليات الحسابية المتاحة عبر العتاد هي الطرح والمعكوس الجمعي؛ وتجرى العمليات الحسابية الأخرى بالبرمجيات. أول برنامج من ثلاثة أجريت على الآلة أوجد القاسم للعدد 218 (144، 262)، وهي عملية حسابية كان من المعروف في ذلك الوقت أنها تتطلب وقت طويلًا لإجرائها على الحاسوب، وأثبتت قدرة الآلة بتجربة كل عدد صحيح من 218 − 1 نزولًا، وأجريت عملية القسمة بالطرح المكرر من القاسم. تكون البرنامج من 17 تعليمة، وعمل لمدة 52 دقيقة قبل أن يصل إلى النتيجة الصحيحة بعد أن أجرى 3.5 مليون عملية (حيث كانت سرعة المعالج المؤثرة 1.1 كيلوبايت/ثانية).